# David Armitage Bannerman
David Armitage Bannerman OBE, MA, SD (Cantab), Hon. LL.D. (Glasgow), FRSE, FZS (27 de Novembro de 1886 — Manchester, 6 de Abril de 1979) foi um ornitólogo que se destacou no estudo das aves da Macaronésia e da costa ocidental africana.

## Biografia
Bannerman  formou-se no Pembroke College (Cambridge) em 1909. Realizou longas viagens de exploração e estudo em África, Caraíbas, América do Sul e na Macaronésia.
Durante a Primeira Guerra Mundial, não tendo sido aceite para serviço militar por razões de saúde, Bannerman serviu na Cruz Vermelha durante quatro anos em França, o que lhe valeu ser condecorado com a Mons Star.
Após a Guerra obteve emprego, a tempo parcial, no Natural History Museum de Londres, emprego que manteve até se aposentar em 1951. Durante esse período, por duas vezes declinou convites para assumir a direcção do British Museum.
Foi presidente do British Ornithologists' Club de 1932 a 1935, editando para aquela instituição o respectivo Bulletin desde 1914–1915. Foi vice-presidente da British Ornithologists Union e da Royal Society for the Protection of Birds.
Também colaborou com o periódico Ibis, uma publicação especializada em ornitologia. O seu nome é recordado no epíteto específico de várias espécies, entre as quais Tauraco bannermani, Cyanomitra bannermani e Ploceus bannermani.
Em colaboração com a esposa, Winifred Bannerman, realizou diversas viagens de exploração ornitológica na Macaronésia, das quais resultou a publicação de uma importante obra, hoje considerada de referência.

## Obras publicadas
- The Birds of Tropical West Africa (illustrated by George Edward Lodge; 8 vols) 1930-1951
- The Birds of West and Equatorial Africa (2 vols) 1953
- Larger Birds of West Africa, Penguin (London) 1958
- Birds of Cyprus (with W. Mary Bannerman), Oliver & Boyd, Edinburgh 1958
- The Birds of the British Isles (illustrated by Lodge) Oliver and Boyd, Edinburgh (12 vols) 1953-1963
  - Vol. 1: Corvidae, Sturnidae, Oriolidae, Fringillidae, 1953
  - Vol. 2: Alaudidae, Certhidae, Paridae, Vireonidae etc, 1953
  - Vol. 3: Sylviidae, Troglodytidae, Turdidae, Cinclidae, Prunellidae, Hirundinidae, 1954
  - Vol. 4: Apodidae, Coraciidae, Caprimulgidae, Alcedinidae, Meropidae, Picidae, Upupidae, Cuculidae, Strigidae, 1955
  - Vol. 5: Birds of Prey, 1956
  - Vol. 6: Ciconiidae, Ardeidae, Phoenicopteridae, Anatidae (Part), 1957
  - Vol. 7: Anatidae (Conclusion), 1958
  - Vol. 8: Phalacrocoracidae, Diomedeidae, Sulidae, Podicipedidae, Fregatidae, Gaviidae, Procellariidae, Columbidae, Pteroclididae, 1959
  - Vol. 9: Scolopacidae (Part), 1961
  - Vol. 10: Scolopacidae (Conclusion), Charadriidae, Recurvirostridae, Haematopodidae, 1961
  - Vol. 11: Glareolidae, Otdidae, Burhinidae, Gruidae, Laridae, 1962
  - Vol. 12: Stercorariidae, Alcidae, Rallidae, Tetraonidae, Phasianidae, 1963
- The Birds of the Atlantic Islands (with W. Mary Bannerman, illustrated by D. M. Reid-Henry) Oliver and Boyd, Edinburgh (4 vols) 1963-1968 ISBN 9780050018
  - Vol. 1: A History of the Birds of the Canary Islands and the Salvages, 1963
  - Vol. 2: A History of the Birds of Madeira, the Desertas, and Porto Santo Islands, 1965
  - Vol. 3: A History of the Birds of the Azores, 1966
  - Vol. 4: A History of the Birds of the Cape Verde Islands, 1968
- Handbook of the Birds of Cyprus and Migrants of the Middle East (with W. Mary Bannerman) Oliver and Boyd, Edinburgh 1971 ISBN 9780050024454
- Birds of the Maltese Archipelago (with Joseph A. Vella-Gaffiero) Museums Department, Valletta 1976
- The Birds of the Balearics' (with W. Mary Bannerman, illustrated by Donald Watson) Croom Helm/Tanager Books 1983 ISBN 9780880720229

### Contribuições
- George Lodge - Artist Naturalist John Savory (Ed.), Croom Helm, 1986 ISBN 0-7099-3366-5
  - The chapter Lodge the Man, a Biography

### Artigos notáveis
- Exhibition and description of a new subspecies of oystercatcher (Haematopus niger meade-waldoi) from the Canary Islands. Bull. B. O. C. 31: 33-34. (1913)

- A probable sight record of a Canarian black oystercatcher. Ibis 111: 257. (1969)